# ワディム・デフヤトフスキー
ワディム・デフヤトフスキー（ワジム・デビャトフスキーとも、1977年3月20日 - ）は、ベラルーシの陸上競技選手。ベラルーシ語名はヴァジム・アナトーレヴィチ・ジェヴャトーウスキ（Вадзі́м Анато́левіч Дзевято́ўскі）、ロシア語名はヴァヂム・アナトーリエヴィチ・ヂェヴャトーフスキイ（Вади́м Анатольевич Девято́вский）。

## 人物
ヴィーツェプスク州ナヴァポラツク出身。
2000年にドーピング違反が発覚している。
2005年7月21日に自己記録の84m90をマーク。同年の世界選手権では82m60で2位になり銀メダルを獲得するも、2013年3月に行われたドーピング再検査で違反が発覚し、イワン・チホンとともにメダルを剥奪された。
2008年北京オリンピック陸上競技のハンマー投に出場、81m61を投じて2位入賞（銀メダル）となったが、競技終了後のドーピング検査にて禁止薬物が検出されたため、国際オリンピック委員会から2008年12月11日、記録の抹消及び成績剥奪処分を受けたがスポーツ仲裁裁判所に不服を申し立て、2010年6月10日に処分が撤回されたため銀メダルの獲得が認められた。

## 自己ベスト
- ハンマー投 84m90 （2005年）

## 主な実績
| 年   | 大会                               | 場所                       | 種目       | 結果 | 記録  |
| ---- | ---------------------------------- | -------------------------- | ---------- | ---- | ----- |
| 2003 | 世界陸上選手権                     | パリ(フランス)             | ハンマー投 | 7位  | 78m13 |
| 2004 | オリンピック                       | アテネ(ギリシャ)           | ハンマー投 | 4位  | 78m82 |
| 2005 | IAAFワールドアスレチックファイナル | ソンバトヘイ(ハンガリー)   | ハンマー投 | 3位  | 78m98 |
| 2006 | ヨーロッパ陸上選手権               | イェーテボリ(スウェーデン) | ハンマー投 | 3位  | 80m76 |
| 2007 | 世界陸上選手権                     | 大阪(日本)                 | ハンマー投 | 4位  | 81m57 |
| 2008 | オリンピック                       | 北京(中国)                 | ハンマー投 | 2位  | 81m61 |